# 지구화학
지구화학(地球化學, 영어: geochemistry)은 지구와 다른 행성의 화학 조성 등을 연구하는 지질학의 한 분야이다.

## 같이 보기
- 생물지구화학적 순환
- 암석학